# Llaràs
Llaràs, o les Masies de Llaràs, és un petit poble d'hàbitat dispers del terme municipal de Baix Pallars, a la comarca del Pallars Sobirà. Fins al 1969 pertanyé a l'antic terme de Peramea. El 2013 tenia 5 habitants.
Està situat a la part oriental de l'antic terme de Peramea i a la central de l'actual de Baix Pallars, al sud de la vila de Peramea, a ponent de la de Gerri de la Sal i al nord-est del poble de Pujol. És a l'extrem sud-est del Pla de Corts, en el que havia estat terme del poble de Pujol, en una careneta al nord-oest de Cartanís, al sud-oest de la Llau de Cartanís i al nord-est de la Llau de Soldoni.

## Etimologia
Segons Joan Coromines, Llaràs és un derivat de Llar; aquest topònim primitiu, sempre segons Coromines, té tres possibles orígens: l'iberobasc larre (prada, devesa), el celtic laro (lloc pla) i el romànic llar, derivat del lar llatí, amb el significat de fogar i, per extensió, de casa. Tot i la triple possibilitat, totes tres versemblants, l'insigne lingüista es decanta per l'origen cèltic.

## Geografia

### El veïnat de les Masies de Llaràs
Tot i que la memòria popular ha retingut el nom de fins a 6 cases, a les Masies de Llaràs, actualment només es conserven dues, que funcionen com a casa d'acolliment rural, o residència-casa de pagès, per a la qual cosa s'ha habilitat com a allotjament l'antiga quadra de les mules.

#### Les cases del poble
| - Casa Cange - Casa Enjaume | - Casa Jaumot - Casa la Maria Llaràs | - La Rectoria - Casa Vilanova |

## Demografia
| 2000 | 2002 | 2004 | 2006 | 2008 | 2010 | 2011 | 2013 |
| ---- | ---- | ---- | ---- | ---- | ---- | ---- | ---- |
| 2    | 2    | 2    | 3    | 4    | 5    | 5    | 5    |